# Бондиж
Бондиж (пол. Bondyrz) — село в Польщі, у гміні Адамув Замойського повіту Люблінського воєводства.
Населення — 677 осіб (2011).
У 1975-1998 роках село належало до Замойського воєводства.

## Демографія
Демографічна структура станом на 31 березня 2011 року:
|          | Загалом | Допрацездатний вік | Працездатний вік | Постпрацездатний вік |
| -------- | ------- | ------------------ | ---------------- | -------------------- |
| Чоловіки | 337     | 58                 | 230              | 49                   |
| Жінки    | 340     | 69                 | 171              | 100                  |
| Разом    | 677     | 127                | 401              | 149                  |